# Regierungsdirektor
Regierungsdirektor (RD, RDir, RegDir) ist in Deutschland eine Amtsbezeichnung für ein Amt eines Beamten in der Laufbahngruppe des höheren Dienstes in der Bundes- oder Landesverwaltung im zweiten Beförderungsamt. Es setzt sich zusammen aus der Grundamtsbezeichnung Direktor und dem Zusatz „Regierungs-“. Im höheren technischen Verwaltungsdienst des Bundes lautet die Amtsbezeichnung Technischer Regierungsdirektor (TRD).

## Besoldung
Das Amt wird mit der Besoldungsgruppe A 15 nach der Bundesbesoldungsordnung des Bundesbesoldungsgesetzes alimentiert.

## Ausbildung
Die Angehörigen des höheren nichttechnischen Verwaltungsdienstes haben oft ein rechtswissenschaftliches Studium an einer Universität mit der ersten juristischen Prüfung absolviert und einen anschließenden Vorbereitungsdienst (Rechtsreferendariat) mit der zweiten juristischen Staatsprüfung erfolgreich abgeschlossen und besitzen somit die Befähigung zum Richteramt oder haben ein anderes für diese Laufbahn befähigendes Universitätsstudium mit einem Diplom oder Master abgeschlossen und einen entsprechenden fachspezifischen Vorbereitungsdienst (Referendariat) absolviert.

## Dienststellung in einer Behörde
Regierungsdirektoren sind in großen Behörden zumeist Referatsleiter, auf ministerieller Ebene oft herausgehobene Referenten oder stellvertretende Referatsleiter. In kleineren Dienststellen können sie die Funktion eines Behördenleiters, eines Abteilungsleiters oder stellvertretenden Abteilungsleiters innehaben.

## Beförderungsämter
Beförderungsämter sind Leitender Regierungsdirektor bzw. Ministerialrat (A 16) der Besoldungsordnung A sowie Ämter der Besoldungsordnung B (z. B. Ministerialrat, Ministerialdirigent, Ministerialdirektor, Präsident einer Behörde).